# Ahmad Abid Ali Mohammed
Ahmad Abid Ali Mohammed (en árabe: أحمد عبد علي; nacido en Irak, 18 de enero de 1986) es un futbolista internacional iraquí. Juega de centrocampista y su equipo actual es el Arbil FC.

## Biografía
Ahmad Abd Ali, también conocido como Ahmad Kobi o simplemente como Kobi, actúa de mediocampista por el centro del campo.
Empezó su carrera profesional en 2005 en el Al-Zawraa Sport Club. Con este equipo se proclama campeón de Liga en 2006.
En 2007 firma un contrato con su actual club, el Arbil FC, con el que ha ganado dos Ligas.

## Selección nacional
Ha sido internacional con la Selección de fútbol de Irak en 17 ocasiones. Su debut con la camiseta nacional se produjo en 2007.
Con su selección ganó la Copa Asiática 2007. En ese torneo Ahmad Kobi disputó tres partidos.

## Clubes
| Club                 | País | Año       |
| -------------------- | ---- | --------- |
| Al-Zawraa Sport Club | Irak | 2005-2007 |
| Arbil FC             | Irak | 2007-     |

## Títulos
- 3 Ligas de Irak (Al-Zawraa, 2006; Arbil FC, 2007 y 2008)
- 1 Copa Asiática (Selección iraquí, 2007)
- Medalla de plata en los Juegos Asiáticos de 2006.